# Hererák
A hererák a herékben, a férfi nemi szervek rendszeréhez tartozó szervekben kifejlődő rákok. Az Amerikai Egyesült Államokban 7500 és 8000 közötti hererákos esetet diagnosztizálnak évente, míg az Egyesült Királyságban 2000 férfinál állapítottak meg hererákot évenként. Élete során egy férfinél a hererák kockázata megközelítőleg 1 a 250-ből (0,4%). A rák leginkább a fiatal, 20-30 éves férfiaknál fordul elő, ez az incidencia csúcsidőszaka, 15 éves kor előtt viszont igen ritka. A hererák ma egyike a legmagasabb gyógyulási arányt mutató rákoknak: a gyógyulási arány meghaladja a 90%-ot, sőt lényegében a 100%-ot is elérheti. Ugyanakkor még húsz évvel ezelőtt halálos betegség volt.
Áttétes (metastasisos). Még egy viszonylag ritka esetben előforduló rosszindulatú, sok áttétet adó daganat esetben is a modern kemoterápia mellett a túlélési arány legalább 80%. Nem minden szövetszaporulat daganat a herében és nem minden daganat rosszindulatú: sok más körülmény is lehetséges, mint pl. a here mikrokövessége (microlithiasis testiculi), mellékhere ciszták (cysta epidydimidis), a here appendixe (appendix testis; Morgagni-féle vízhólyag), olyanok amelyek fájdalmasak lehetnek, de nem rákosak.

## Besorolás/Osztályozás
Bár a hererák a herékben előforduló valamennyi sejttípusból kiindulhat, a hererákok több mint 95%-a csírasejt daganat. A maradék 5% többsége a gonádlécek támasztó (stroma) sejtjeiből, a Leydig- vagy a Sertoli-sejtekből származik. A leghatékonyabb és megfelelő terápiához korrekt diagnózisra van szükség. Bizonyos fokig ez elérhető a vérből kimutatható tumor markerek segítségével, de a biztos diagnózishoz szükség van a kinyert/kimetszett szövetminta (biopszia) hisztopatológiai vizsgálatára.
A legtöbb patológus az Egészségügyi Világszervezet (World Health Organization; WHO) osztályozását használja a heretumorok besorolására
- Csírasejt daganatok

- Megelőző állapotok

- Intratubularis csirasejt neopláziák

- Besorolatlan típus (carcinoma in situ)
- Specifikált típusok

- Egy szövettani típusú tumorok (tiszta formák)

- Seminoma

- Variáns – Seminoma syncytiotrophoblast sejtekkel

- Spermatocyta seminoma

- Variáns – spermatocyta seminoma sarcoma-val

- Embryonális carcinoma
- Petehólyag daganat
- Trophoblast daganatok

- Choriocarcinoma

- Variáns – egyfázisos choriocarcinoma

- Placentáris oldali trophoblast daganat
- Cystás trophoblast daganat

- Teratoma

- Variáns – Dermoid cysta
- Variáns – Epidermoid cysta
- Variáns – Monodermális teratoma (Carcinoid, Primitív neuroectodermalis tumor (PNET), Nephroblastoma-szerű tumor, egyebek.
- Variáns – Teratomiális szomatikus-típusú rosszindulatúsággal

- Több mint egy szövettani típust mutató tumorok (kevert formák)

- Embryonális carcinoma és teratoma
- Teratoma és seminoma
- Choriocarcinoma és teratoma, embryonális carcinoma
- Mások

- Gonádléc/Gonadalis stroma daganatok

- Leydig sejt daganat
- Sertoli sejt daganat

- Lipidben gazdag változat
- Sclerotizáló változat
- Nagysejtes, meszesedő változat
- Intratubuláris sertoli sejt neoplasia a Peutz-Jeghers syndromában

- Granulosa-sejt daganat

- Felnőtt típus
- Juvenilis típus

- Thecoma Fibroma Csoport

- Thecoma
- Fibroma

- Gonádléc/gonadális stroma daganat – nem kompletten differenciálódott
- Gonádléc/gonadális stroma daganat – kevert típusú

- Kevert Csírasejt és Gonádléc/Gonadális stroma daganatok:
- Gonadoblastoma

- Csírasejt-gonádléc/gonadális stroma daganat, nem klasszifikált

- A here változatos daganatai

- Carcinoid
- Petefészekhám jellegű daganatok

- Serosus daganat a rosszindulatúság határán
- Serosus carcinoma
- Jól differenciált (endometrioid daganat)
- Nyákos/mucinózus cystadenoma
- Nyákos/mucinózus cystadenocarcinoma
- Brenner tumor

- Nephroblastoma
- Paraganglioma

- Vérképzőrendszeri daganatok
- A gyüjtőcsatornák és a rete testis (Haller-féle) daganatai

- Adenoma
- Carcinoma

- A testis melletti képződmények daganatai

- Adenomatoid daganat
- Malignus and Benignus Mesothelioma
- A mellékhere adenocarcinomája
- A mellékhere papilláris cystadenomája
- Melanotomás neuroektodermális daganat
- Desmoplastikus, apró-kereksejtes daganat

- A férfi gonádléc és a here járulékos részeinek daganatai

- Lipoma
- Liposarcoma
- Rhabdomyosarcoma
- Agresszív angiomyxoma
- Angiomyofibroblastoma-szerű daganat
- Fibromatózis
- Fibroma
- Magányos rostos daganat
- Egyebek

- A here másodlagos daganatai

## Tünetek
A hererák egyik első jele szövetszaporulat a herében, vagy a here duzzadása. Az US Megelőzési Szolgálat Különítménye (U.S. Preventive Services Task Force (USPSTF)) a rutin hererák szűrésével szemben azt javasolja a kitett serdülőknek és felnőtteknek, hogy a férfiak ne végezzenek rutin here önvizsgálatot Ezt a gyakorlatot támogatták a múltban, ma azonban tudományos érvek arra mutatnak, hogy a heredaganat szűrése nem vezetett a megbetegedések és halálozások csökkentéséhez. Ugyanakkor az Amerikai Rák Egyesület (American Cancer Society) azt javasolja, hogy bizonyos férfiaknál szükség van a herék havonkénti önvizsgálatára, így pl. azoknál, akiknek rákos családi előzményei vannak.

## A tünetek egyet vagy többet magába foglalhatnak az alábbiakból
Duzzadás vagy szövetszaporulat az egyik herében, amely lehet fájdalmas vagy fájdalmatlan.
- Éles vagy tompa fájdalom az alhasban vagy a herezacskóban[16]
- Kellemetlen érzés, amelyet gyakran úgy jellemeznek, mint a herezacskó „nagyobb súlyúnak érzése”[16]
- Az emlő megduzzadása (gynecomastia) a béta-hCG (beta human chorionic gonadotropin)[15][16][17] hatására
- Fájdalom a medence alsó részében (lumbago), ha a tumor ráterjed a medence nyirokcsomóira[15][16]

Nem általános, hogy a hererák ráterjedne más szervekre, kivéve a tüdőket. Ha azonban ez bekövetkezik, a következő tünetek jelentkezhetnek:
- Nehézlégzés (dyspnoe),[15][16] köhögés vagy vérfelköhögés (hemoptysis) a tüdőkben lévő áttétekből[15][16]
- Duzzanat a nyakon a nyirokcsomói áttétek következtében[15][16]

## Genetikai rendellenességek
A legtöbb csírasejt eredetű heredaganatban túl sok kromoszóma van, a leggyakrabban triploidiát vagy tetraploidiát mutatnak. Egy 12p izokromoszóma (amelynél a 12-es kromoszóma rövid karja kötődik mindkét oldalon ugyanahhoz a centromérhez) jelen van a hererákok mintegy 80%-ában, más rákok is rendszerint tartalmaznak ebből a kromoszómakarból többlet anyagot, bár a genom többszöröződésének más mechanizmusa következtében.

## Kórjelzés/Diagnózis

Mikroszkópos felvétel egy szeminómáról nagy nagyítással. H&E festés

A hererák diagnosztizálásának fő módja a herében lévő szövetszaporulat vagy duzzanat észlelése. Általánosságban, ha egy fiatal felnőtt vagy serdülőkorú férfi egyik heréje megnövekszik, akár fájdalmas, akár fájdalmatlan, már felveti a vizsgáló orvosnál a hererák gyanúját.
Más kórképek közül az alábbiak tünetei hasonlítanak a hererák tüneteire:
- Mellékhere gyulladás (Epididymitis) vagy Mellékhere-here gyulladás (epididymoorchitis)
- Hematocele (Vérgyülem a herezacskóban)
- Varicocele

A pontatlan vagy téves diagnózis késleltetheti a megfelelő kezelést. Ez – becslések szerint – az esetek 25%-ában is előfordulhat.
A herezacskóban (scrotum) tapintható szövetszaporulatot gyakran vizsgálják ultrahangos leképzéssel, ami alapján meghatározható annak pontos elhelyezkedése, mérete, és néhány más tulajdonsága, mint pl. hogy cystikus vagy tömött, jellegileg egységes vagy többféle, jól körülhatárolt vagy határozatlan körvonalú. A kóros képződmény nagyságát CT-vel állapítják meg, amit az áttétek (metastasisok) helyzetének feltérképezéséhez is használnak.
A hererák elkülönítő kórisméjéhez (differential diagnosis) szükséges a lágyékcsatornán keresztül eltávolított szövetek kórszövettani vizsgálatára, ez jelenti az egész eltávolított herét a kapcsolódó mellékherét (epididymis) és az ondózsinórt (funiculus spermaticus). A diagnosztikus szövetkimetszést (biopsia) nem szabad alkalmazni, mert elősegíti a rákos sejtek szóródását a herezacskóban (scrotum).
A lágyékcsatornán (canalis inguinalis) keresztül történő hereeltávolítás előnyben részesítendő módszer, mivel csökkenti a rákos sejtek kiszabadulását. Ennek az a magyarázata, hogy a herezacskó (scrotum) nyirokrendszere, amelyeken keresztül a fehérvérsejtek cserélődnek a kötőszövetbe kivándorolt fehérvérsejtekkel (amely lehetséges útvonal a rákos sejteknek is), az alsó végtagok nyirokrendszerével függ össze, míg a here nyirokelvezetése a hasüreg hátsó falának (retroperitoneum) nyirokrendszeréhez kapcsolódik. A herezacskón keresztül végzett (transscrotalis) mintavétel (biopszia), vagy here eltávolítás lehetőséget adhat a rákos sejteknek, hogy azok a herezacskóba jussanak, ily módon két utat kínálva a rákos sejtek terjedésének, míg a lágyéki hereeltávolítás esetén csak egy retroperitoneális út lehetséges.
Vér teszteket ugyancsak használnak, amelyek olyan vérben lévő tumor markerek (általában fehérjék) szintjét mérik, amelyek specifikusak a hererákra. Az (alfa-fetoprotein AFP alpha1 feto protein) a (Beta-HCG) és a (Lactate dehydrogenase/LDH) a hererák kimutatására alkalmas típusos markerek.

### Stádiumok/Fokozatok
Az eltávolított heréket Bouin-féle oldatban rögzítik (fixálják), mivel ez jobban konzervál bizonyos morfológiai részleteket, így pl. a mag szerkezetét. Ezután a patológusok kórszövettanilag elvégzik a tumor stádiumának meghatározását a Rosszindualú Daganatok TNM Osztályozása alapján, amelyet az American Joint Committee on Cancer, AJCC Cancer Staging Manual-ban publikáltak.
A TNM rendszer szerint a hererákot három fő stádiumba sorolják (Amelyeknek alcsoportjai is vannak.) A here nagysága nem jelent értékelhető információt a tumor stádiumának meghatározásában.
Nagy vonalakban a hereráknál az alábbi stádiumok különböztethetők meg:
- I. Stádium: a rák lokalizált marad a herében
- II. Stádium: a rák beszűri az egész herét és áttéteket ad a retroperitonealis és/vagy az aorta menti nyirokcsomókba a mellüreget és a hasüreget elválasztó rekesz alatt.
- III. Stádium: a rák beszűri az egész herét és áttéteket ad a retroperitonealis és/vagy az aorta menti nyirokcsomókon túl is. A hármas stádiumnál emellett megkülönböztetnek nagytömegű és nem-nagytömegű alstádiumokat/formákat is.[30]

A részletes stádiumbeosztásra vonatkozó további információk megtalálhatók az Amerikai Rák Egyesület honlapján.

## Kezelés
Mivel a hererák terjedhet, a pácienseknek általában ajánlanak kiegészítő terápiát, sugárterápiát vagy kemoterápiát, miután az érintett herét sebészeti műtéttel eltávolították ’’(orchiectomia)’’. A kiegészítő terápia nagy mértékben függ a daganat kórszövettani eredményétől (azaz a sejtek mikroszkóposan megfigyelhető nagyságától és alakjától), és a sebészeti műtét időpontjában meglévő daganati stádiumtól (azaz a daganatsejtek milyen távolságra „jutottak ki” a heréből, milyen mértékben szüremítették be a környező szövetet, vagy jutottak el a test távolabbi részeire). Ha a daganat még kezdeti fázisban van elegendő lehet egy gondos felügyelet gyakori CT vizsgálatokkal és vértesztekkel a kiegészítő terápia helyett
1970 előtt a hererák túlélési rátája alacsony volt. A kiegészítő kemoterápia, főleg a platina-alapú szerek – mint pl. a cisplatin és carboplatin a túlélési kilátások jelentősen megjavultak. Annak ellenére, hogy 7000-8000 új hererák eset jelentkezik évente az Egyesült Államokban, csak 400 férfinél várható halálos kimenetel.
Az Egyesült Királyságban (UK) hasonlóan javult a helyzet, mivel a kezelési eljárások javításával a gyógyulási arány 95% fölé emelkedett%. A hererák kezelésének alapvetően három módja van; ezek: a sebészeti műtét, a sugárkezelés és a kemoterápia. A sebészeti műtéteket urológus szakorvosok, a sugárkezelést terápiás radiológusok (besugárzásra szakosodott röntgenszakorvosok), a kemoterápiás kezelést onkológus (daganatos betegek ellátására diagnosztizálására és kezelésére) szakosodott orvosok által vezetett egészségügyi munkacsoportok (team-ek) végzik. A hererákban szenvedő páciensek túlnyomó többségénél a betegség jól gyógyul, minimális hosszú távú halálozási aránnyal.

### Sebészet

#### Hereeltávolítás ’’(Orchiectomia)’’
Bár egyes esetekben a hererákos daganatok eltávolíthatóak lennének a heréből a szerv funkcióinak megőrzése mellett is, ezt a lehetőséget csaknem soha nem alkalmazzák, mivel az érintett here általában rákmegelőző állapotban lévő sejteket tartalmaz elszórtan az egész here állományában. Azaz csupán a tumor eltávolítása járulékos kezelés nélkül nagyon megnöveli annak kockázatát, hogy újabb rákos daganat keletkezik a herében. Mivel a nemzőképesség megőrzéséhez, a hormontermeléshez és más férfi nemi működésekhez egy működő here is elegendő, a daganatos herét csaknem mindig teljes egészében eltávolítják lágyéki herekimetszéssel (inguinalis orchiectomia). (A herét szinte sohasem távolítják el a herezacskón keresztül, hanem egy, a lágyékhajlattal párhuzamosan ejtett bemetszésen keresztül.) Az Egyesült Királyságban (UK) az eljárást gyökeres/teljes hereeltávolításnak (radicalis orchiectomia) nevezik.

#### A nyirokcsomók eltávolítása a hashártya mögötti térből – (angolul: Retroperitoneal lymph node dissection – RPLND)
A nem-szeminoma jellegű, I stádiumban lévő daganatoknál a sebészeti beavatkozás történhet a retroperitoneális/aorta menti nyirokcsomókon (külön műtétben), annak pontos meghatározására, hogy a rák I-es vagy II-es stádiumban van-e, és ezzel csökkenteni annak kockázatát, hogy a rosszindulatú heredaganat sejtjei áttéteket adjanak az alhasi nyirokcsomókba. Ezt a sebészeti beavatkozást nevezik retroperitonealis nyirokcsomó kimetszésnek/kiirtásnak (RPLND). Bár ez az eljárás standardnak számít több helyen is, így pl. az Egyesült Államokban, mégsem közkedvelt beavatkozás költségessége és különös sebészeti jártasságot igénylő volta miatt. Az urológusoknak ilyenkor különleges figyelmet kell fordítaniuk arra, hogy gyermektelen férfiaknál megtartsák az ejakulációt biztosító idegek teljes funkcionális épségét.
Sok paciens inkább a rendszeres felügyeletet választja, amikor nincs szükség további sebészeti beavatkozásra, hacsak a rák ki nem újul. Ez a megközelítés fenntartja a magas gyógyulási arányt a felügyeleti módszerek fokozódó pontosságának és megbízhatóságának.
A nyirokcsomókon végzett sebészeti beavatkozás indokolt lehet kemoterápia után is a visszamaradt szövettömeg eltakarítására, különösen a kezdődő rák előrehaladottabb eseteinél vagy a nagyméretű nem-szeminoma jellegű daganatoknál.

### Sugárterápia
A sugárkezelést a szeminoma típusú rákok II. stádiumának kezelésére lehet használni, vagy kiegészítő (megelőző) terápiaként a szeminómák I. stádiumában, annak a lehetőségnek a minimalizására , hogy apró, nem észlelhető daganatok keletkezzenek és továbbterjedjenek (a lágyéki és az aorta-menti nyirokcsomók felé). A sugárkezelést sohasem alkalmazzák a nem-szeminoma típusú daganatoknál elsődleges gyógymódként.

### Kemoterápia
A kemoterápia kiegészítő (megelőző) terápiaként történő alkalmazása a sugárkezelés alternatívájaként a szeminomák kezelésében terjedőben van, mivel a sugárkezelésnek – úgy tűnik – több jelentős hosszú távú mellékhatása van (pl. belső hegesedés, a másodlagos rosszindulatú elfajulások, stb). Két, esetenként egy dózis Carboplatin, amelyet típusosan három hét alatt adnak be, hatásos kiegészítő terápiának bizonyult, ami ugyanúgy megakadályozza a visszaesést, mint a sugárkezelés. Mindemellett hosszú távú tapasztalatok a kiegészítő carboplatin kezeléssel még nem állnak rendelkezésre. Mivel a szeminoma az elsődleges tumor eltávolítása után évtizedekkel is kiújulhat, azok a páciensek, akiket kemoterápiával kezeltek, folyamatosan figyelmesnek kell maradniuk, és a kezelés után öt évvel nem tarthatják magukat gyógyultaknak. Az egydózisos en:carboplatin terápiát Tim Oliver, az Orvosi Onkológia professzora fejlesztette ki a Bartsi és Londoni Orvosi és Fogorvosi fakultáson).
A kemoterápia standard kezelés a nem-szeminoma típusú daganatoknál, ha a daganat ráterjedt a test más részeire is (azaz IIB vagy III stádium). A standard kemoterapiás protokoll három, esetenként négy Bleomycin-Etoposide- kezelési fázist foglal magába (BEP).
A kemoterápia a standard kezelés a nem-szeminoma típusú daganatoknál, ha a daganat ráterjedt a test más részeire is (azaz IIB vagy III stádium). A standard kemotherapiás protocol három, esetenként négy Bleomycin-Etoposide-Cisplatin kezelési fázist foglal magába (BEP). A BEP kezelést, mint a terápia frontvonalát elsőként prof. Michael Peckham írta le 1938-ban. A területi gyakorlatban 1987-ben Dr. Lawrence Einhorn (Indiana University) által végzett próbavizsgálat a BEP kezelést optimálisnak minősítette. Egy alternatív, hasonlóan hatásos kezelés négy ciklúsú Etoposide-Cisplatin (EP) alkalmazásból áll.
A kezelés sikere a daganat stádiumától függ. Az átlagos ötéves túlélési ráta 95% körül van, ugyanakkor (megfelelő monitorozás mellett) az I-es stádium esetében a túlélés lényegében 100%, (ha a beavatkozás azonnal megtörténik, ami rendkívül fontos, amikor a hererák lehetősége fennáll.)

## Kórjóslat/Prognózis
A New England Journal of Medicine című folyóiratban a hererák kezelését a modern orvostudomány egyik sikertörténetének nevezték, amit azzal támasztottak alá, hogy az eseteknek több mint 90%-ában reagál a kezelésre a stádiumtól függetlenül. A kemoterápia terén elért eredményeknek köszönhetően a gyógyulási arány ma átlagosan megközelíti a 85%-ot, amiben benne van az, hogy 95%-nál jobb a lokalizált formáknál, míg 80%-os a már áttétekkel járó esetekben. Ez a tömör szerkezetű daganatok közül a legjobb reagálás a kezelésre.

### Felügyelet/Nyomon követés
Sok olyan páciens számára, akiknél a hererák I-es stádiumban van, a műtét utáni kiegészítő (preventatív) terápia alkalmatlan lehet, és ehelyett a páciens felügyeletét/nyomon követését kell alkalmazni. A nyomon követés módja lehet pl. a rendszeres időközi vizsgálat, a nyomon követés időtartama pedig a daganat típusától függ (nem-szeminóma vagy szeminóma), célja pedig a szükségtelen kezelések elkerülése azon pácienseknél, akiknél a műtéti beavatkozás gyógyuláshoz vezetett, valamint annak biztosítása, hogy bármiféle kiújulás vagy áttét (másodlagos rák) idejében észlelésre és gyógyításra kerüljön. Ez a megközelítés biztosítja azt, hogy csak olyan pácienseknél kerüljön sor kemoterápiára vagy sugárterápiára, akiknél ez valóban szükséges. A nyomon követéssel és a műtét utáni (posztoperatív) kiegészítő kezeléssel meggyógyított páciensek száma végeredményében azonos, de a nyomon követéshez fel kell készíteni a pácienseket, hogy hosszú ideig különféle teszteken és vizsgálatokon fognak rendszeresen átesni.
Mind a nem-szeminómák, mind a szeminómák nyomonkövetési módjai általában magában foglalja a fizikális vizsgálatot, a tumor markerekre végzett vérteszteket, a mellkasröntgent és a CT vizsgálatokat. Ugyanakkor a nyomon követési program módszerei különböznek a betegség típusa szerint, nevezetesen a szeminomában szenvedő pácienseknél a betegség visszatérése (relapsus) később következhet be, és a vértesztek nem olyan jók a visszaesés jelzésében. A CT vizsgálatokat a hason (és esetenként a medencén) végzik, egyes kórházakban a mellkason is. A mellkasröntgent mindinkább előnyben részesítik a tüdők esetében, mivel megfelelően részletes adatokat szolgáltat, alacsonyabb fals pozitivitással, emellett jelentősen alacsonyabb sugárterheléssel, mint a CT. A gyakori CT vizsgálatok a felügyelet során biztosítják, hogy a visszaesések korai stádiumban felismerésre kerül, viszonylag jól minimalizált sugárterhelés mellett.
Az I-es stádiumban lévő nem-szeminómás pácienseknél véletlenszerű kiválasztással végzett vizsgálatokban az Egyesült Királyság Orvosi Kutatási Tanácsa) kimutatta, hogy az előbbiekben leírt nyomon követési eljárások, 2 CT a 3. és 12. hónapban éppen olyan jók voltak a korai visszaesések kimutatásában, mint az 5 vizsgálat 2 év alatt.
A szeminóma I-es stádiumában szenvedő azon pácienseknél, akik a nyomon követést választották a kiegészítő terápiák helyett, nem végeztek véletlenszerű kiválasztáson alapuló vizsgálatokat annak meghatározására, hogy mi az optimális gyakorisága az orvosi ellenőrzésnek és a CT-nek, és az eljárási módok széles határok között váltakoznak a világban, sőt az egyes országokon belül is. Az Egyesült Királyságban (UK) folyamatban van egy TRISST nevű klinikai vizsgálat. A vizsgálat arra keres választ, hogy milyen gyakran volna szükség az általános leképzésre és, hogy az MRI használható-e a CT helyett. Az MRI-t azért vizsgálják, mert ez nem teszi ki a pácienst sugárterhelésnek, és abban az esetben, ha ugyanúgy alkalmas a visszaesések kimutatására, előnyösebb lehet a CT-nél. Valószínűleg egy vagy több kanadai centrum is csatlakozik a vizsgálatokhoz a következő év(ek)ben.
A hererák előrehaladottabb stádiumainál, valamint azokban az esetekben amikor sugár- vagy kemoterápiát alkalmaztak, a nyomon követés (tesztek) időtartama a körülményeknek megfelelően változhat, de szövődménymentes esetekben öt évig végzendő, és ennél tovább a visszaesés veszélyével járó kórképeknél.

### Termékenység
Egy olyan férfi, akinek egy heréje maradt meg, normális életet tud élni, mivel a megmaradt here meg tud felelni a normális férfi nemi hormon (tesztoszteron) szint fenntartásának, és megfelelő termékenységet (nemzőképességet) képes biztosítani. Mindamellett a hormonszint minimális mértékben csökkent lehet ebben az állapotban, és gyermekre vágyó fiatal férfiak esetében ajánlható a spermabankok igénybevétele, mert a nemzőképesség is csökkenhet, ill. súlyosan károsodhat erőteljes kemoterápia és/vagy sugárterápia alkalmazása során.
Azon paciensek közül, akiknek hererákjuk volt kevesebb, mint öt százalékban jelentkezik a daganat a megmaradt herében. Az olyan egyének, akik mindkét heréjüket elvesztették (kasztrálás) hormonpótló kezelésre, alapvetően tesztoszteron adagolásra van szükség, ami normál körülmények között a herékben termelődik (a Leydig-féle intersticiális sejtekben). Az ilyen egyének ugyan nemzőképtelenek, de egyébként normális életet élhetnek.
Az eltávolított here/herék protézissel történő helyettesítése pszichés okokból ajánlott.

## Epidemiológia
A hererák gyakoribb a kaukázusi típusú férfiaknál és ritka az afrikai eredetűeknél. A hererák ritka Ázsiában és Afrikában. Az incidencia megduplázódott 1960 óta, a prevalencia pedig a legnagyobb arányú Skandináviában, Németországban és Új-Zélandon.
A hererák gyakoribb a kaukázusi típusú férfiaknál és ritka az afrikai eredetűeknél
Bár a hererák a leggyakoribb a 15-40 éves férfiak körében, van három kiugró időszak: a gyermekkorban négyéves kortól a teratomák és a szíkhólyag tumorok, a 25-40 éves időszakban a serdülőkor utáni (post-pubertalis) szeminomák és nem-szeminómák, és a 60 éves kor után a spermatocyta eredetű szeminómák.
A here csírasejt daganatai a leggyakoribb rákok a fiatal – 15-35 év közötti életkorú – férfiak körében.
A hererák legjelentősebb kockázati tényezője a here leszállásának elmaradása, a rejtettheréjűség (cryptorchismus). Általános vélemény, hogy a daganat jelenléte hozzájárul a rejtettheréjűséghez; amikor a rejtettheréhűség a daganattal együttesen fordul elő, a daganat nagysága általában nagy. Egyéb kockázati tényezők a lágyéksérvek és a Klinefelter-szindróma, valamint a Járványos fültőmirigy gyulladás (parotitis epidemica; mumpsz) (amelynek kórokozója a heréket is megbetgítheti) és a heregyulladás (orchitis). A fizikai aktivitás csökkenti, míg a mozgásszegény életmód fokozza a rejtett heréjűség kialakulásának kockázatát. A férfias tulajdonságok korai kifejlődése fokozza a kockázatot. Ez belső és külső hormonális tényezők szerepére utalhat.

## Állatokban/más fajokban
A heredaganatok állatokban is előfordulnak. Lovakban ezekbe bele tartozik az interstitialis sejtek tumorai és a teratómák. Típusosan az előbbi az idősebb, tartósan istállóban tartott állományoknál alakul ki (a hosszú istállóztatás leromlott, agresszív állományt eredményez, amelynél az androgén hormon túlzott mértékű termelését okozza, míg az utóbbi daganat-típus fiatal állatokban fordul elő, és nagy méretű.

## Fordítás
- Ez a szócikk részben vagy egészben  a   Testicular cancer című angol Wikipédia-szócikk ezen változatának fordításán alapul.  Az eredeti cikk szerkesztőit annak laptörténete sorolja fel. Ez a jelzés csupán a megfogalmazás eredetét és a szerzői jogokat jelzi, nem szolgál a cikkben szereplő információk forrásmegjelöléseként.